# Topkapi
Topkapi (mesmo título no Brasil) é um filme norte-americano de 1964, do gênero  policial,  dirigido por Jules Dassin e com roteiro baseado em romance de Eric Ambler.

## Sinopse
Quadrilha de ladrões amadores tenta roubar uma adaga cravejada de esmeraldas do palácio de Topkapi, em Istambul.

## Elenco principal
- Melina Mercouri	 ... 	Elizabeth Lipp
- Peter Ustinov	 ... 	Arthur Simon Simpson
- Maximilian Schell	 ... 	Walter Harper
- Robert Morley	 ... 	Cedric Page
- Jess Hahn	 ... 	Hans Fisher
- Gilles Ségal	 ... 	Giulio
- Akim Tamiroff	 ... 	Gerven, o cozinheiro

## Prêmios e indicações
- Oscar (1965)

Vencedor na categoria melhor ator coadjuvante (Peter Ustinov)
- Golden Globes

Indicado nas categorias
-Melhor ator de comédia (Peter Ustinov)
-Melhor atriz de comédia (Melina Mercouri)